# Боемунд II фон Саарбрюкен
Боемунд II фон Саарбрюкен (на немски: Boemund von Saarbrücken; * ок. 1290; † 10 февруари 1367, Саарбург) е архиепископ и курфюрст на Трир (1354 – 1362).

## Живот
Боемунд II произлиза от род Етендорф в Елзас. Следва теология в Париж.
След смъртта на Балдуин Люксембургски той е избран единодушно за негов приемник на 6 февруари 1354 г. за архиепископ на Трир. Едва след няколкоседмичен размисъл той приема изборите и получава на 2 май 1354 г. потвърждението на папа Инокентий VI. Застанал на този пост в зряла възраст, той се занимава повече с мир и благочестие, отколкото с военни кампании. Заради това папите и императора, особено след Балдуиновата активна политика, изглежда, го предпочитат. Всъщност той защитава спокойствието на своя електорат чрез пактове и споразумения с Герлах, архиепископ на Майнц, Вилхелм от Кьолн, Рупрехт I Червения, пфалцграф при Рейн и курфюрст на Пфалц, с херцозите на Лотарингия и Люксембург. За да запази голямата феодална власт на своята църква, Боемунд II построява нови замъци, например („Миши замък“).
Той участва в Райхстага през 1356 г. в Нюрнберг и Мец в създаването на Златната була. Този имперски акт потвърждава на архиепископите на Трир, достойнството курфюрст и имперски викарий-канцлер на Бургундия. Той се присъединява през 1360 г. към Карл IV в борбата му срещу владетеля на Виртенберг и се среща през 1362 г. в Нюрнберг с Рудолф IV, херцог на Австрия, заради неговите антиимперски дейности (фалшифицираният документ Privilegium maius). Въпреки усилията си за мир, той трябва да бори срещу граф Йохан III фон Спонхайм, срещу Арнолд фон Бланкенхайм, срещу Филип фон Изенбург и други.
На 4 април 1360 г. Боемунд II назначава за свой помощник епископ (коюдютор) Куно фон Фалкенщайн, а през май 1360 г. поради отслабнало здраве подава оставка от архиепископския стол. Боемунд II умира на 10 февруари 1367 г. в Саарбург и е погребан в катедралата на Трир.